# 罗娜·韦斯贝克尔

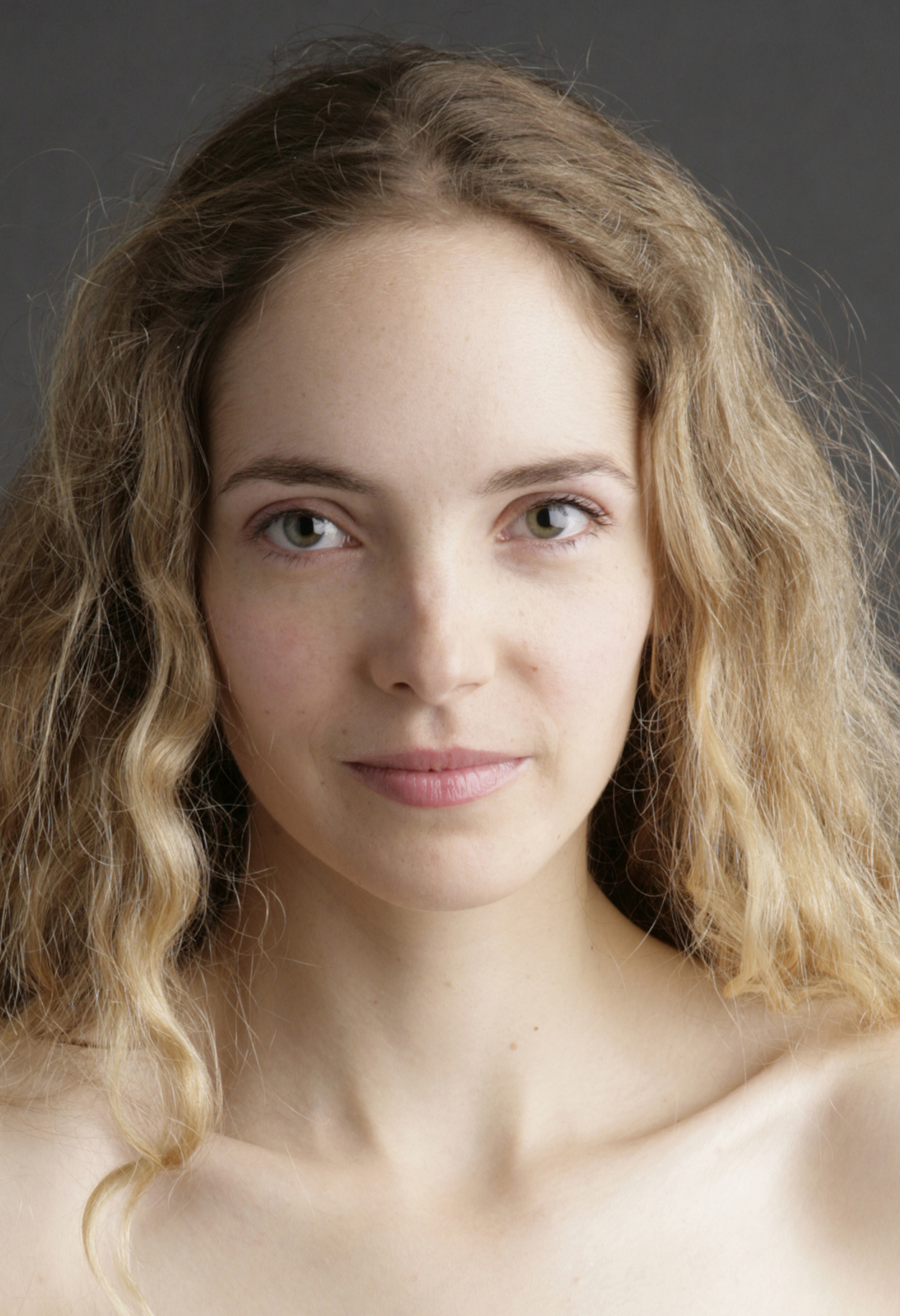
罗娜·韦斯贝克尔

罗娜·韦斯贝克尔，中文名字为白露娜，（1984年10月3日）是一名法国演员，精通多国语言，包括法语、英语、德语及華语。罗娜与诸多知名导演合作其中包括成龙、塞德里克·克莱比施、马克·罗马尼克、托尼·马歇尔等。有份參與拍攝成龙自导自演的電影《十二生肖 (电影)》（Chinese zodiac）。

## 教育经历
罗娜毕业于法国高等工程学院，但罗娜一直坚持从小的演员梦想。大学毕业之后，罗娜移民洛杉矶寻梦，并先后在一流艺术大师霍华德、加里·奥斯汀名下接受即席表演，剧本导读等培训和训练。罗娜精通法语，英语及德语。目前正在努力地学习華語。

## 外部連結
- （页面存档备份，存于）
- （页面存档备份，存于）
- （页面存档备份，存于）
- [永久]
- 罗娜·韦斯贝克尔 （页面存档备份，存于）